# Cinéma nigérien
Ne doit pas être confondu avec Cinéma nigérian.
 (septembre 2013).

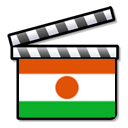
Films nigérien.

Cet article fournit diverses informations sur le cinéma du Niger.

## Origines
Le Niger par le cinéma, ce fut d'abord l'ethnographe français Jean Rouch, arrivé en 1941 comme ingénieur des Ponts et Chaussées. En 1947 déjà il réalise Au Pays des mages noirs, en 1948 l'Initiation à la danse des possédés, et les Magiciens de Wanzarbé suit en 1949.
Jean Rouch fait plus tard la connaissance d'un jeune nigérien démobilisé d'Indochine et en quête de travail, Oumarou Ganda. Acteur vedette de Jean Rouch dans Moi un noir (1957), puis assistant réalisateur, Oumarou Ganda sera le premier grand réalisateur nigérien de films de fiction. Jean Rouch a trouvé la mort au Niger des suites d'un accident de la route dans la nuit du 18 au 19 février 2004.

## Succès
Le cinéma nigérien a connu sa première consécration avec Moustapha Alassane qui a obtenu le prix de dessin au premier Festival mondial des Arts nègres à Dakar en 1966, avec la Mort de Gandji. Avec Oumarou Ganda, Cabascabo sera le premier film africain sélectionné au festival cinématographique de Cannes (France, 1969) et il va également obtenir le prix du grand jury au festival de Moscou (URSS, 1969).
Le 12 mars 1972, Oumarou Ganda obtient le premier Grand prix Étalon de Yennenga du 3e festival panafricain du cinéma de Ouagadougou (FESPACO), pour son moyen métrage le Wazzou polygame. La mémoire de cet illustre cinéaste est immortalisée à travers un complexe culturel, le centre culturel Oumarou Ganda, à Niamey, au Niger.
En 1979, Gatta Abdourahamne est distingué « caméra d'or » au FESPACO pour le film Gossi, initiation Sohanthie. La même année, il est lauréat du scénario pour La Case vision habitat UNESCO à Nairobi au Kenya. En 1990, l'actrice Zalika Souley reçoit les « insignes du mérite culturel » de la Tunisie, en marge des 13e Journées cinématographiques de Carthage.
Le cinéma nigérien, c'est aussi Djingarey Maïga, Mamane Bakabé, Inoussa Ousséïni, Moustapha Diop, etc. Mais depuis plus d'une quinzaine d'années, les productions se sont arrêtées, faute de moyens financiers et d'une politique de promotion de l'État.

## Liste de films nigériens
Voir la version allemande

## Rencontres du cinéma africain de Niamey
Cependant, des initiatives privées tentent de sortir le Niger de son isolement. Un producteur-réalisateur, Ousmane IIbo Mahamane, a lancé en 1994 un espace de rencontres entre professionnels, dénommé les « Rencontres du cinéma africain de Niamey » (RECAN), afin entre autres d'aider à sortir le cinéma des sentiers battus. Les RECAN visent à créer les conditions multiformes pour le développement du cinéma au Niger. Ni festival, ni compétition, les RECAN sont une biennale qui a pour objectifs spécifiques de faire découvrir à l'ensemble des acteurs de la chaîne cinématographique les formes du jeune cinéma, de faire découvrir au public les aspects du cinéma sur le plan esthétique, historique, technique, économique ; de former, d'informer et de sensibiliser les populations, les jeunes en particulier, à travers des thèmes propres à chaque édition. Les RECAN connaissent leur quatrième et dernière édition en 2000, faute de moyens financiers. 

## Cinéma numérique ambulant
Le cinéma numérique ambulant est présent au Niger. Depuis 2003, le cinéma numérique ambulant a réalisé en Afrique plus de 5 000 projections pour des millions de spectateurs. De nouvelles unités de projection sont en cours de création.

## Relance
En août 2005 a eu lieu la première de Tuwo yayi magana, premier film du groupe «Tarbiyya» de Niamey. Il met en exergue certains comportements sociaux comme frein à l'émancipation et au droit tout court, notamment les interdits en matière de ménage.
L'œuvre est inspirée du livre Tuwo yayi magana(La marmite a parlé, NDLR) de Mme Abdou Ouma, ouvrage écrit en haoussa.
Mais depuis un moment une nouvelle vague des jeunes cinéastes se présente avec des jeunes plein de talent comme Malam Saguirou ( Le Chasseur du vent, Le prix d'un plat, Un africain à Annecy, La chèvre qui broute, La Robe du temps, etc.), Sani Elh Magori, Siradji Bakabe, Adamou Sadou, Issoufou Magagi et bien d'autres. Cette nouvelle vague est fortement marquée par le documentaire qui est avant tout le cinéma du début au Niger avec Rouch.

### Listes et catégories
- (en) Films
- (en) Réalisateurs, Acteurs